# Iain Pears
Pour les articles homonymes, voir Pears.
Œuvres principales
- Série Jonathan Argyll
- Le Cercle de la croix

Iain Pears, né le 8 août 1955 à Coventry en Angleterre, est un historien de l'art et un romancier britannique, auteur de romans policiers historiques.

## Biographique
Il apprend le français à dix-sept ans, alors qu'il travaille à la chaîne dans une fonderie d'Aubervilliers.
Docteur en philosophie et historien d’art de l'Université d'Oxford (sa thèse porte sur l'œuvre de Marguerite Yourcenar), il publie un ouvrage sur la peinture anglaise du XVIIIe siècle. Il entre comme journaliste à l’agence Reuters et occupe un poste de correspondant au Vatican, puis couvre  l'actualité financière à Londres jusqu’en 1990. Conseiller de la BBC et de Channel 4 pour plusieurs émissions consacrées à l’art, il est l’auteur de nombreux écrits sur ce sujet.
En 1991, il amorce une série de romans policiers se déroulant dans le monde de l’art, ouverte par L’Affaire Raphaël, qui compte aujourd'hui sept titres et où reviennent les personnages de Jonathan Argyll, un employé d'une galerie d'art londonienne, et du général Taddeo Bottando, flanqué de son adjointe Flavia di Stefano. Cette série a été publiée en français aux éditions Belfond et reprise chez 10/18 dans la collection « Grands Détectives ».
Iain Pears s’est imposé sur la scène littéraire mondiale en 1998 avec Le Cercle de la croix, un roman policier historique dont l'action se situe à Oxford en 1663. Il a depuis publié d'autres romans historiques, souvent mâtinés d'intrigues criminelles : Le Songe de Scipion en 2002, Le Portrait en 2006 et La Chute de John Stone en 2009.
Tous les romans de Iain Pears sont traduits en français par Georges-Michel Sarotte.

## Œuvre

### Série policièreJonathan Argyll
1. L'Affaire Raphaël, 1999 ((en) The Raphael Affair, 1991)
2. Le Comité Tiziano, 2000 ((en) The Titian Committee, 1992)
3. L'Affaire Bernini, 2001 ((en) The Bernini Bust, 1992)
4. Le Jugement dernier, 2003 ((en) The Last Judgement, 1994)
5. Le Mystère Giotto, 2003 ((en) Giotto's Hand, 1995)
6. L'Énigme San Giovanni, 2004 ((en) Death and Restoration, 1996)
7. Le Secret de la Vierge à l'Enfant, 2005 ((en) The Immaculate Deception, 2000)

### Romans historiques
- Le Cercle de la croix, 1998 ((en) An Instance of the Fingerpost, 1997)
- Le Songe de Scipion, 2002 ((en) The Dream of Scipio, 2002)
- Le Portrait, 2005 ((en) The Portrait, 2005)
- La Chute de John Stone, 2009 ((en) Stone's Fall, 2009)
- (en) Arcadia, 2015

### Essai sur l'art
- (en) The Discovery of Painting: The Growth of Interest in the Arts in England 1680-1768, 1988

### Sources
- Claude Mesplède (dir.), Dictionnaire des littératures policières, vol. 2 : J - Z, Nantes, Joseph K, coll. « Temps noir », 2007, 1086 p. (ISBN 978-2-910-68645-1, OCLC 315873361), p. 499.